# R Vulpeculae
R Vulpeculae är en förmörkelsevariabel av Mira Ceti-typ  i stjärnbilden Räven. Stjärnan var den första i Rävens stjärnbild som fick en variabelbeteckning.
Stjärnan varierar mellan magnitud +7 och 14,3 med en period av 136,73 dygn.

## Fotnoter
1. ↑  Variabelstjärnornas beteckningar börjar med bokstäverna R-Z, därefter A-Q , följt av RR-ZZ och AA-QQ, varefter de börjar betecknas med bokstaven V och ett ordningsnummer, från och med V335.